# Nilton Pacheco de Oliveira
Nilton Pacheco de Oliveira (Salvador, 26 luglio 1920 – Rio de Janeiro, 26 giugno 2013) è stato un cestista brasiliano.

## Carriera
Con il Brasile ha disputato i Giochi olimpici di Londra 1948.